# Staunton-toernooi 1946
Het Groningse Staunton-toernooi van 1946, internationaal beter bekend als Schaaktoernooi Groningen 1946 of Wereldschaaktoernooi 1946, was het eerste grote internationale schaaktoernooi dat na de Tweede Wereldoorlog werd gehouden. Het toernooi werd georganiseerd door Schaakgezelschap Staunton, de NOSBO / KNSB en de Groningse VVV. Dit grote evenement vond plaats in de Groningse Harmonie gedurende augustus en september 1946, slechts vijftien maanden na het einde van de Tweede Wereldoorlog. 

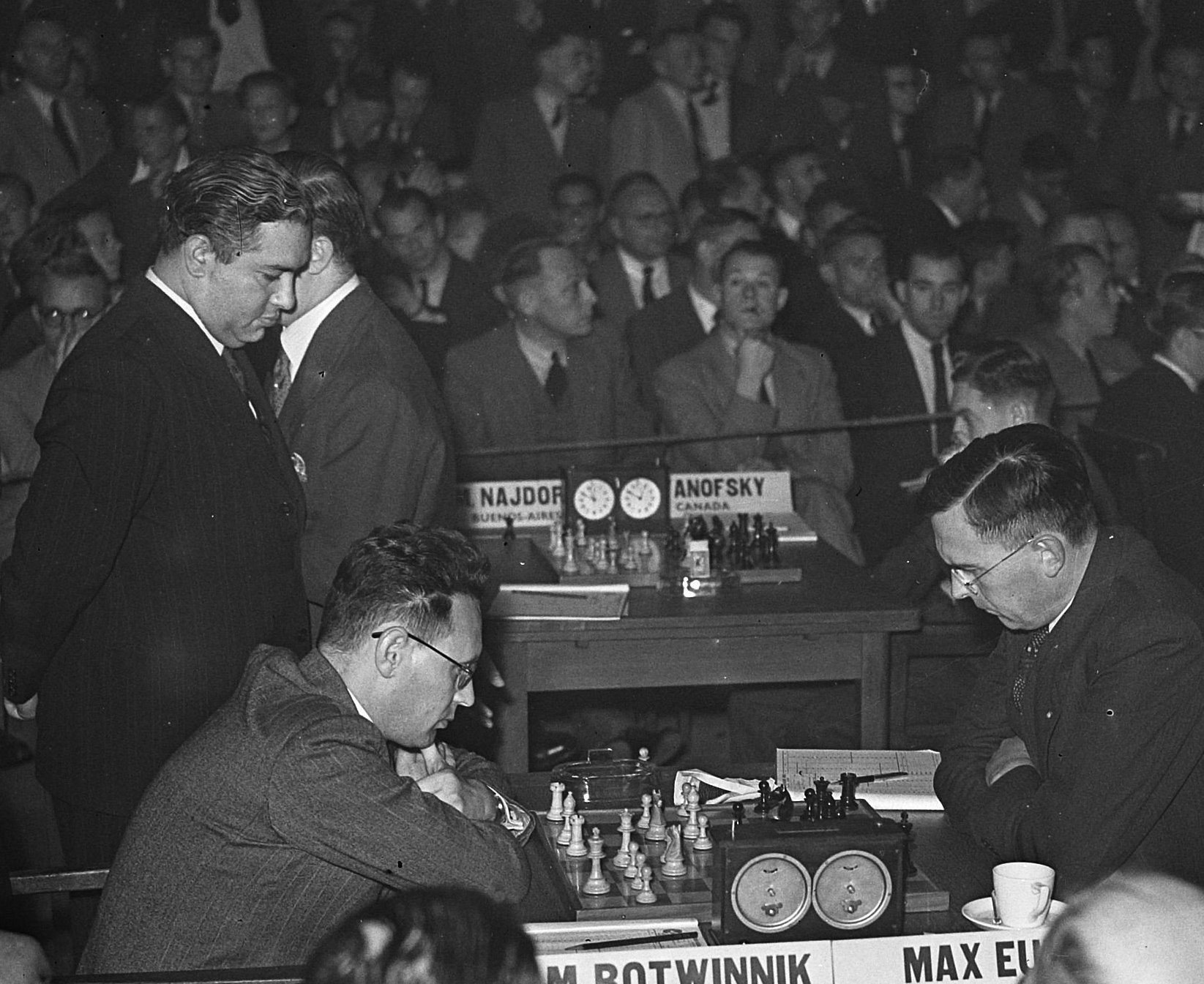
Botvinnik (wit) speelt tegen Euwe

Michail Botvinnik won het toernooi met een half punt meer dan voormalig wereldkampioen Max Euwe. Het was Botvinniks eerste belangrijke overwinning buiten de Sovjet-Unie en het laatste grote succes van Max Euwe. Het toernooi in Groningen was het eerste toernooi waaraan een afvaardiging van schaakgrootmeesters uit de Sovjet-Unie deelnam. De schakers uit de Sovjet-Unie boekten grote successen: Botvinnik werd eerste, Vasili Smyslov werd derde en Isaak Boleslavski en Salo Flohr legden beslag op respectievelijk de zesde en zevende plaats, waarmee het tijdperk van dominantie van de Sovjet Unie in de internationale schaakarena van start ging. 

## Toernooiverloop

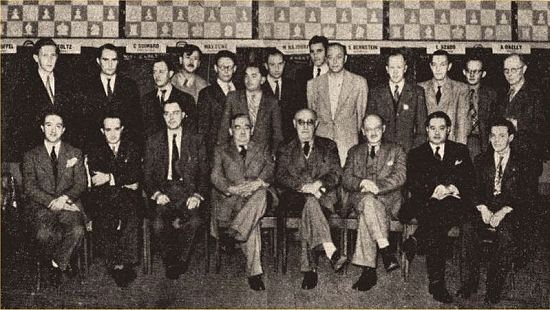
De deelnemers

Er namen twintig schakers deel aan het toernooi die in de vorm van een meerkamp (round-robin) gehouden werd: alle deelnemers speelden eenmaal tegen elkaar. Samuel Reshevsky en Reuben Fine uit de Verenigde Staten ontbraken op het toernooi. Paul Keres uit de Sovjet-Unie moest ook verstek laten gaan omdat de Sovjetregering hem in deze periode niet in het buitenland wilde laten spelen. 

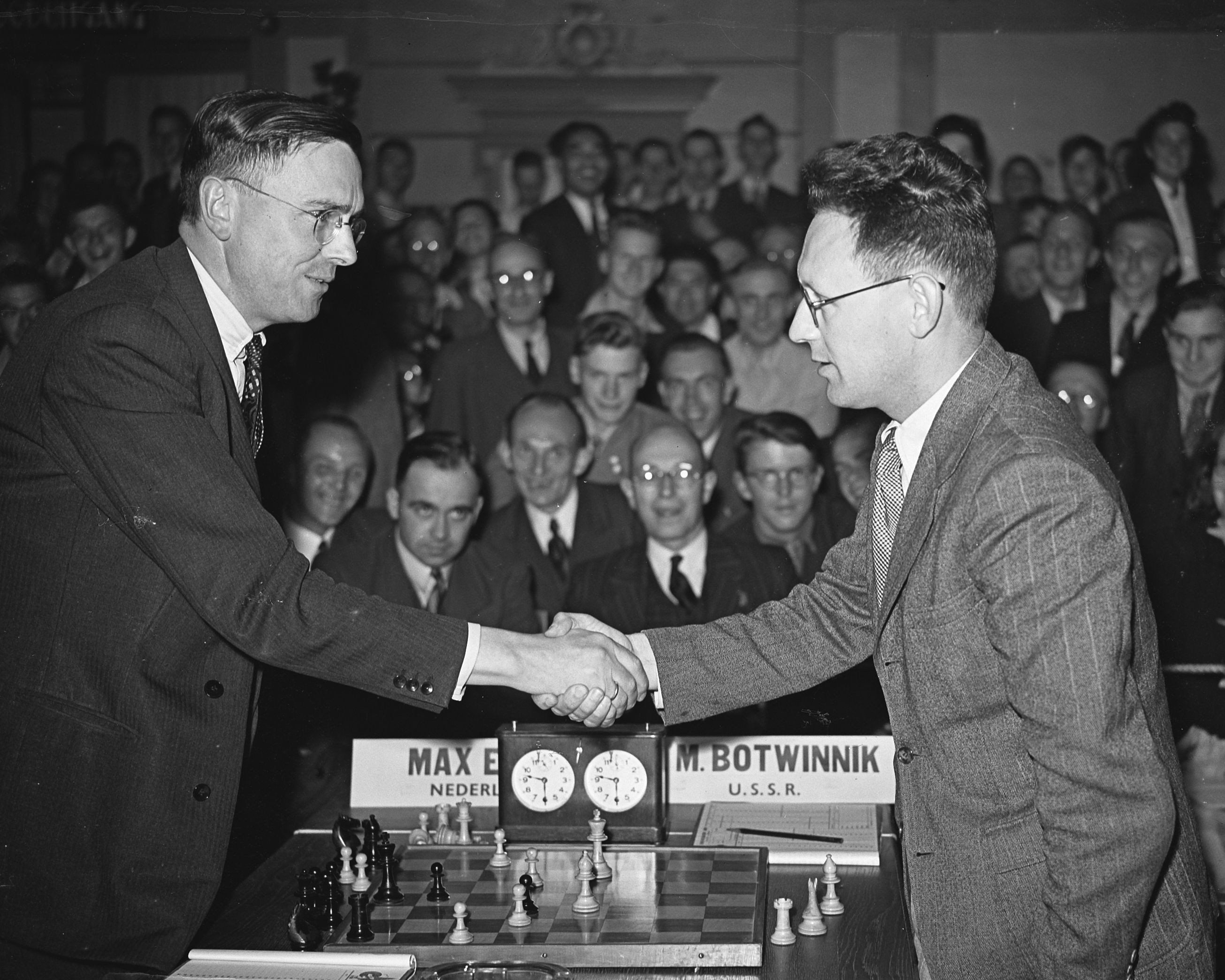
Botvinnik - Euwe: remise

Botvinnik en Euwe namen al snel de leiding waardoor het een tweestrijd werd om de eerste plaats. Halverwege het toernooi (na ronde 10) had Botvinnik 9 punten, Euwe 7½ punten, en Smyslov en Arnold Denker beide 7 punten. Na de 13e partij had Botvinnik 11½, Euwe 10½, en Smyslov en László Szabó 8½ punten. In de 14e ronde versloeg Euwe Ossip Bernstein, die met 65 jaar de oudste speler in het veld was. Botvinnik verloor van zijn landgenoot Alexander Kotov, waardoor er een strijd om de eerste plaats met Euwe ontstond. Jaren later vertelde Kotov dat hij behoorlijk wat kritiek te verduren had gekregen omdat hij Botvinnik verslagen had in een cruciale partij op een belangrijk toernooi (Botvinnik was op dat moment de begunstigde van de schaakbond van de Sovjet-Unie, omdat hij gezien werd als een kanshebber op het wereldkampioenschap). Kotov zou in de laatste partij deze onvoorzichtigheid goedmaken.

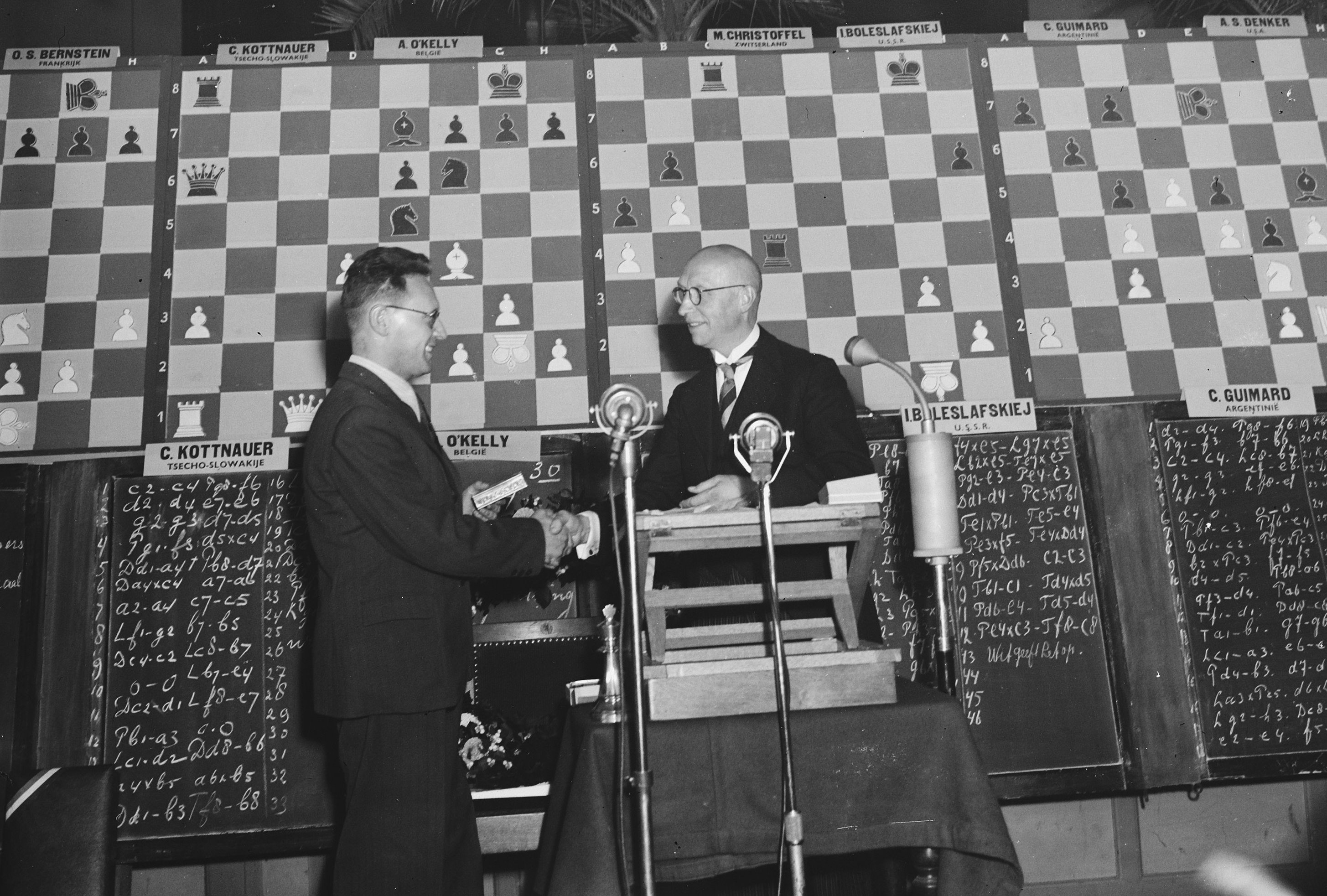
Botvinnik winnaar

In de 15e ronde nam Euwe een punt voorsprong door Milan Vidmar te verslaan, terwijl Botvinnik een tweede opeenvolgende partij verloor, ditmaal van Daniel Janovski. Met nog vier ronden te gaan, stond Euwe bovenaan met 12½ punten, daarna volgden Botvinnik met 11½, Smyslov met 10½ en Szabó met 9½ punten. Met 1 punt voorsprong was de winst voor Euwe nog niet veiliggesteld want hij speelde de volgende drie partijen remise (tegen Gösta Stoltz, Salo Flohr en Sawielly Tartakower) terwijl Botvinnik deze drie rondes won (tegen Čeněk Kottnauer, Martin Christoffel, en Carlos Guimard) en daardoor met een half punt meer de leiding overnam. In de laatste ronde speelden zowel Botvinnik als Euwe met zwart en troffen ze allebei sterke tegenstanders. De positie van de koplopers veranderde niet meer want beiden verloren hun laatste partij. Botvinnik werd verslagen door Miguel Najdorf, en Euwe blunderde door in een gelijke stelling te verliezen van Kotov waardoor Botvinnik het toernooi op zijn naam kon schrijven.

## Eindklassement
|    | Speler                    | 01 | 02 | 03 | 04 | 05 | 06 | 07 | 08 | 09 | 10 | 11 | 12 | 13 | 14 | 15 | 16 | 17 | 18 | 19 | 20 | Punten | Plaats |
| -- | ------------------------- | -- | -- | -- | -- | -- | -- | -- | -- | -- | -- | -- | -- | -- | -- | -- | -- | -- | -- | -- | -- | ------ | ------ |
| 01 | Michail Botvinnik         | *  | ½  | 1  | 0  | 1  | 1  | ½  | 1  | 1  | ½  | 0  | 1  | 1  | 0  | 1  | 1  | 1  | 1  | 1  | 1  | 14½    | 1      |
| 02 | Max Euwe                  | ½  | *  | 0  | ½  | 1  | 1  | ½  | ½  | ½  | 1  | 0  | ½  | 1  | 1  | 1  | 1  | 1  | 1  | 1  | 1  | 14     | 2      |
| 03 | Vasili Smyslov            | 0  | 1  | *  | ½  | ½  | 1  | ½  | ½  | ½  | ½  | ½  | ½  | 1  | ½  | ½  | ½  | 1  | 1  | 1  | 1  | 12½    | 3      |
| 04 | Miguel Najdorf            | 1  | ½  | ½  | *  | 1  | 1  | ½  | 0  | ½  | ½  | ½  | ½  | 0  | 1  | ½  | ½  | ½  | 1  | 1  | 1  | 11½    | 4–5    |
| 05 | László Szabó              | 0  | 0  | ½  | 0  | *  | 1  | ½  | 0  | 1  | 0  | 1  | ½  | 1  | 1  | ½  | 1  | ½  | 1  | 1  | 1  | 11½    | 4–5    |
| 06 | Isaak Boleslavski         | 0  | 0  | 0  | 0  | 0  | *  | ½  | 1  | 1  | 1  | 1  | 1  | ½  | ½  | ½  | ½  | ½  | 1  | 1  | 1  | 11     | 6–7    |
| 07 | Salo Flohr                | ½  | ½  | ½  | ½  | ½  | ½  | *  | ½  | ½  | ½  | 0  | ½  | ½  | 1  | ½  | 1  | ½  | ½  | 1  | 1  | 11     | 6–7    |
| 08 | Erik Lundin               | 0  | ½  | ½  | 1  | 1  | 0  | ½  | *  | ½  | 0  | ½  | 1  | 0  | 1  | 0  | ½  | ½  | 1  | 1  | 1  | 10½    | 8–9    |
| 09 | Gösta Stoltz              | 0  | ½  | ½  | ½  | 0  | 0  | ½  | ½  | *  | 1  | ½  | ½  | 1  | ½  | 1  | 1  | 0  | ½  | 1  | 1  | 10½    | 8–9    |
| 10 | Arnold Denker             | ½  | 0  | ½  | ½  | 1  | 0  | ½  | 1  | 0  | *  | 0  | ½  | 0  | ½  | 1  | ½  | ½  | 1  | 1  | ½  | 9½     | 10     |
| 11 | Alexander Kotov           | 1  | 1  | ½  | ½  | 0  | 0  | 1  | ½  | ½  | 1  | *  | ½  | 0  | ½  | 0  | 1  | ½  | 0  | 1  | 0  | 9½     | 10     |
| 12 | Sawielly Tartakower       | 0  | ½  | ½  | ½  | ½  | 0  | ½  | 0  | ½  | ½  | ½  | *  | 1  | ½  | ½  | 1  | 1  | ½  | ½  | ½  | 9½     | 10     |
| 13 | Čeněk Kottnauer           | 0  | 0  | 0  | 1  | 0  | ½  | ½  | 1  | 0  | 1  | 1  | 0  | *  | 1  | 1  | 0  | ½  | ½  | 0  | 1  | 9      |        |
| 14 | Daniel Janovski           | 1  | 0  | ½  | 0  | 0  | ½  | 0  | 0  | ½  | ½  | ½  | ½  | 0  | *  | ½  | 1  | 1  | 1  | ½  | ½  | 8½     |        |
| 15 | Ossip Bernstein           | 0  | 0  | ½  | ½  | ½  | ½  | ½  | 1  | 0  | 0  | 1  | ½  | 0  | ½  | *  | ½  | ½  | ½  | 0  | 0  | 7      |        |
| 16 | Carlos Guimard            | 0  | 0  | ½  | ½  | 0  | ½  | 0  | ½  | 0  | ½  | 0  | 0  | 1  | 0  | ½  | *  | 1  | ½  | ½  | 1  | 7      |        |
| 17 | Milan Vidmar              | 0  | 0  | 0  | ½  | ½  | ½  | ½  | ½  | 1  | ½  | ½  | 0  | ½  | 0  | ½  | 0  | *  | ½  | ½  | 0  | 6½     |        |
| 18 | Herman Steiner            | 0  | 0  | 0  | 0  | 0  | 0  | ½  | 0  | ½  | 0  | 1  | ½  | ½  | 0  | ½  | ½  | ½  | *  | 1  | ½  | 6      |        |
| 19 | Alberic O'Kelly de Galway | 0  | 0  | 0  | ½  | 0  | 0  | 0  | 0  | 0  | 0  | 0  | ½  | 1  | ½  | 1  | ½  | ½  | 0  | *  | 1  | 5½     |        |
| 20 | Martin Christoffel        | 0  | 0  | 0  | 0  | 0  | 0  | 0  | 0  | 0  | ½  | 1  | ½  | 0  | ½  | 1  | 0  | 1  | ½  | 0  | *  | 5      |        |

## Controversie
Financieel was het toernooi een ramp, omdat er te veel kosten gemaakt waren aan het uitnodigen van internationale spelers. Bovendien spande Lodewijk Prins een rechtszaak aan tegen de organisatie omdat deze hem op het laatste moment eruit had gezet ten gunste van een Russische speler. Hij won de zaak en ontving een riante schadevergoeding.

## Publicatie
- Max Euwe & Hans Kmoch: Groningen 1946. Het Staunton Wereldschaaktoernooi. Groningen, Niemeijer, 1947